# Szujskaja (stacja kolejowa)
Szujskaja (ros. Шуйская, krl. Šuojun, wep. Šujan, fiń. Suoju) – stacja kolejowa w miejscowości Szujskaja, w rejonie prionieżskim, w Karelii, w Rosji. Położona jest na linii Wołchow - Murmańsk.

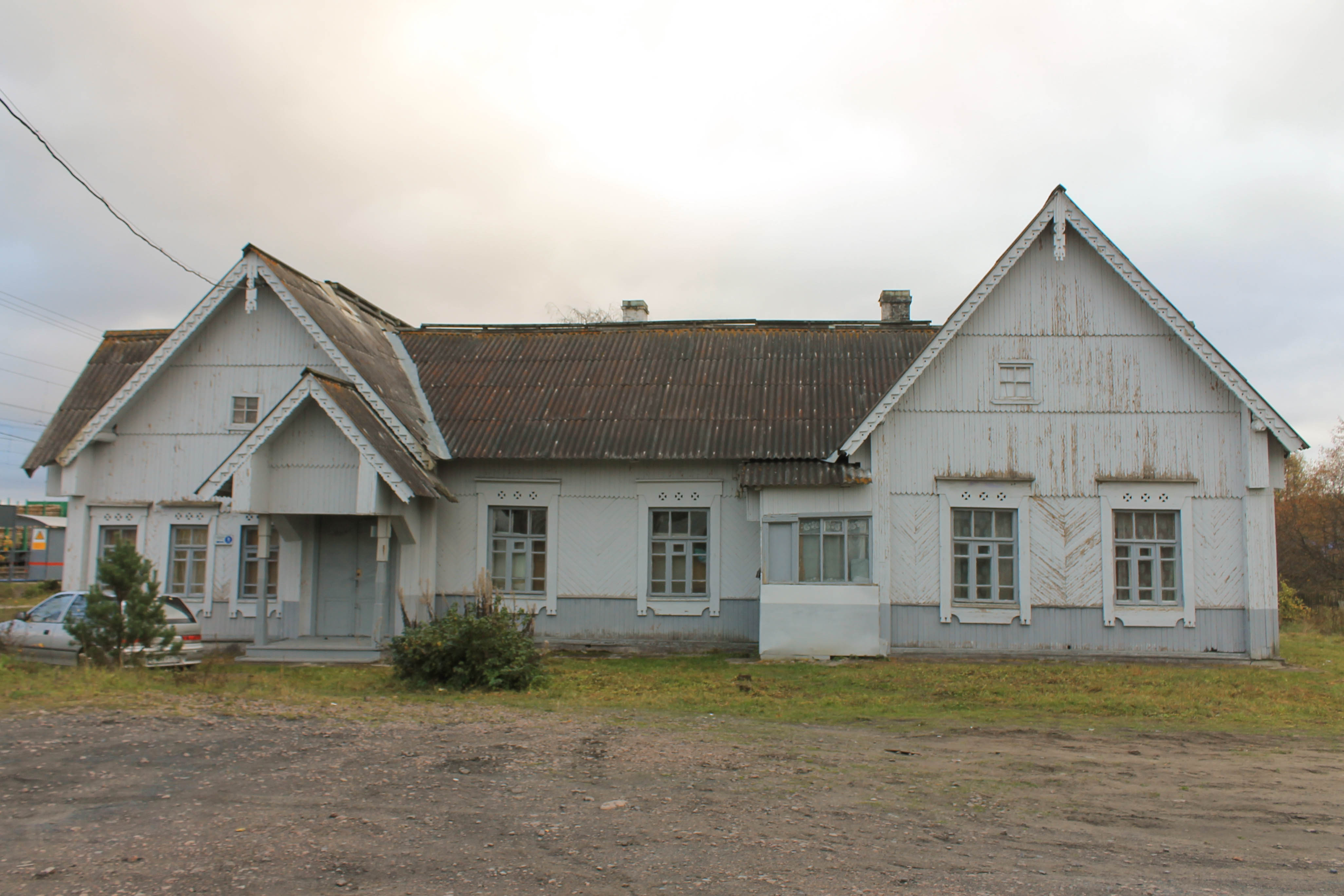
budynek stacyjny
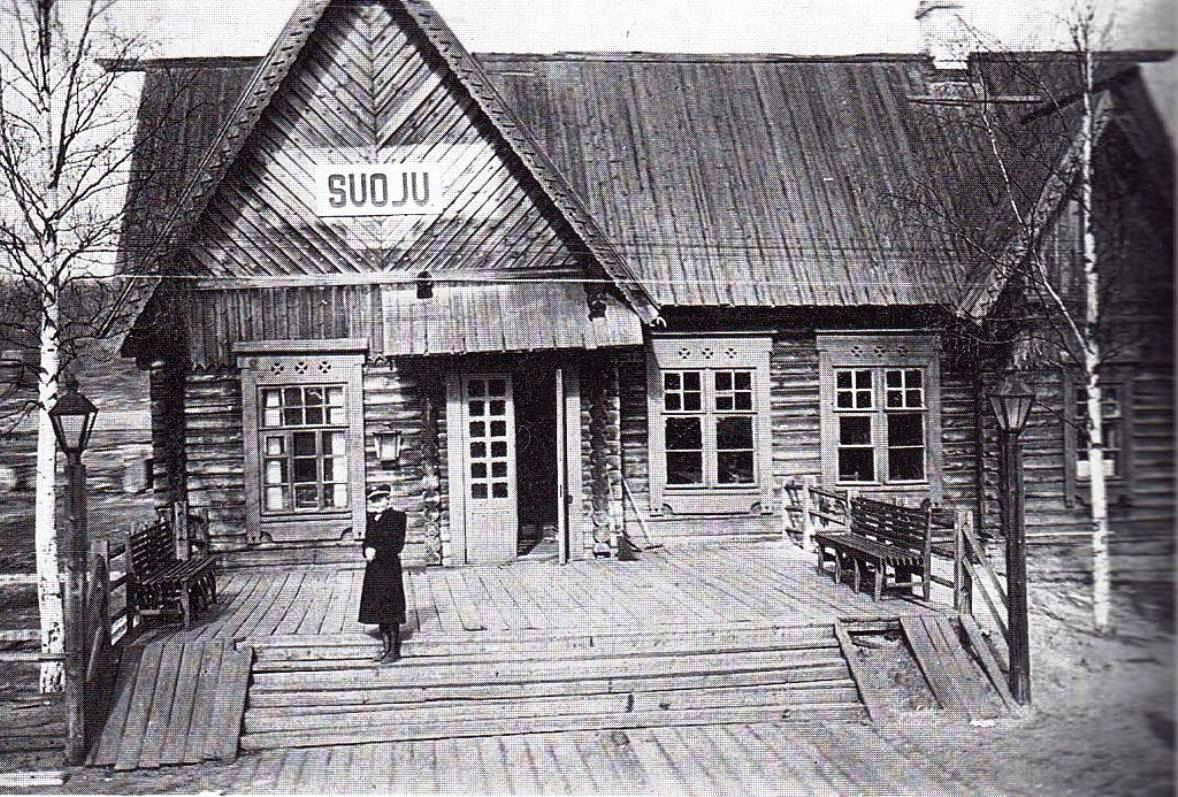
budynek stacyjny w okresie okupacji fińskiej